# Idioma cochimí laymón
El cochimí, también denominado cochimí laymón, laymón o califórnico, era la lengua de los pueblos cochimíes que habitaban la mayor parte de la Península de California hasta su extinción, probablemente a principios del siglo XX. Es importante no confundir esta lengua con el cochimí contemporáneo, término que se refiere al idioma mti'pai, relacionado más estrechamente con el idioma kumiai y que se habla en el norte del Estado de Baja California.
La agrupación lingüística cochimí se subdividía en dos principales categorías: el cochimí meridional y el cochimí septentrional. El primero de estos grupos abarcaba las variantes Cadegomeña, Ignacieña, Laymón, y posiblemente la Didiu; en contraste, el cochimí septentrional comprendía únicamente la variante Borjeña. La delimitación entre estas dos agrupaciones lingüísticas estaba marcada por la ubicación de la Misión de San Ignacio de Kadakaamán, situada en el norte del estado actual de Baja California Sur.
La información sobre esta lengua ha sido obtenida a partir de los documentos dejados por los jesuitas que realizaron la evangelización de la península de California en el siglo XVIII. A través del análisis de estos textos, se ha logrado determinar que la lengua en cuestión está relacionada con las lenguas yumanas de la región del río Colorado. Dado que esta lengua se considera la más divergente dentro de su familia, se clasifica como un grupo independiente al resto de la familia, y por esta razón, la familia lingüística se denomina yumano-cochimí; sin embargo, debido a las marcadas variaciones dialectales, no fue posible desarrollar una gramática formal para la lengua cochimí. Según estudios de glotocronología, se estima que la separación entre el cochimí y las lenguas yumanas ocurrió aproximadamente en el año 1000 a. C.

## Fonología
La reconstrucción fonológica del idioma cochimí se presenta a continuación:

### Consonantes
|                    |             | Bilabial | Alveolar | Palatal | Velar | Velar | Glotal |
| Llana              | Labial      | Bilabial | Alveolar | Palatal |       |       | Glotal |
| ------------------ | ----------- | -------- | -------- | ------- | ----- | ----- | ------ |
| Oclusiva/ Africada | Sorda       | p        | t        | tʃ      | k     | kʷ    | ʔ      |
| Oclusiva/ Africada | Sonora      | b        | d        |         | ɡ     |       |        |
| Fricativa          | Fricativa   |          | s        | ʃ       | x     | xʷ    |        |
| Nasal              | Nasal       | m        | n        | ɲ       | ŋ     |       |        |
| Lateral            | Lateral     |          | l        |         |       |       |        |
| Aproximante        | Aproximante | w        |          | j       |       |       |        |

Es probable que las consonantes sonoras hayan sido fonemas distintos o variantes fonéticas de los fonemas sordos.

### Vocales
|         | Anterior | Posterior |
| ------- | -------- | --------- |
| Cerrada | i        | u         |
| Media   | (e)      | (o)       |
| Abierta | a        | a         |

Las vocales medias pudieron alternarse con vocales cerradas.

## Análisis léxico-gramatical
El idioma cochimí, al igual que el guaicura y las lenguas del grupo mexicano, se caracteriza por su estructura polisilábica y el uso de la composición en la formación de palabras. Por ejemplo, el término "naganatepueg" en cochimí, que significa 'cinco', está compuesto por "tepueg", que significa 'uno', y "nagana", que se traduce como 'mano'. El idioma no tiene declinaciones para expresar los casos gramaticales, aunque, el sistema verbal presenta similitudes esenciales con el de otras lenguas como el guaycura y las lenguas mexicanas; un aspecto particular es la presencia de un gerundio que finaliza en "-ac"/"-ak", similar a lo observado en el mutsun (otra lengua de hoy en día, Baja California Sur). En cuanto a la estructura sintáctica, el cochimí sigue una convención similar a la del mexicano, ópata y otras lenguas relacionadas, en donde la preposición se coloca después de su régimen; de manera análoga, en cochimí, la conjunción y el adverbio también se posponen, una característica que se encuentra en el guaicura, el mutsun y varias lenguas ópatas.

### Pronombres personales
|          | Primera | Segunda   | Tercera |
| -------- | ------- | --------- | ------- |
| Singular | Daha    | Buhu      | Yabia   |
| Plural   | Pennayú | Buhumayeg | Yabía   |

### Conjugación verbal
En el sistema verbal cochimí, se distinguen cuatro tiempos: presente, pretérito, futuro e imperativo. A diferencia de lo que ocurre en otros sistemas lingüísticos, los tiempos pretérito y futuro no alteran la forma base del verbo, sino que se distinguen por la adición de partículas específicas. Para formar el pretérito, se incorpora la partícula "tá" a la raíz verbal del presente, mientras que para el futuro se utiliza la partícula "daká".
El cochimí carece de una forma infinitiva de los verbos. No obstante, el infinitivo se suple mediante la tercera persona del presente, a la que se le añade la partícula "juá", convirtiendo así al verbo en una forma nominal adecuada para reemplazar el infinitivo. Asimismo, el idioma no posee un modo optativo. Sin embargo, se utilizan formas alternativas para expresar proposiciones hipotéticas. En tales casos, la primera parte de la proposición se introduce con la palabra "uddemí", y la segunda parte se marca con "gají".
Cada tiempo verbal distingue claramente entre las personas del singular y del plural. En muchos casos, los verbos presentan formas plenas de singular y plural tan diferentes que los del plural pueden parecer palabras completamente distintas o, en algunos casos, realmente lo son. Es notable que, en la primera y tercera persona del plural, a menudo se emplea una única forma para ambas, siendo la distinción entre ellas discernible únicamente a través del contexto o de la información proporcionada por el interlocutor.
| Huayipjúa (Levantarse [el que estaba acostado]) | Huayipjúa (Levantarse [el que estaba acostado]) | Huayipjúa (Levantarse [el que estaba acostado]) | Huayipjúa (Levantarse [el que estaba acostado]) | Huayipjúa (Levantarse [el que estaba acostado]) |
| Pronombre                                       | Presente                                        | Pretérito                                       | Futuro                                          | Imperativo                                      |
| ----------------------------------------------- | ----------------------------------------------- | ----------------------------------------------- | ----------------------------------------------- | ----------------------------------------------- |
| Daha (Yo)                                       | Ahuayip                                         | Ahuayipetá                                      | Ahuayip daká                                    |                                                 |
| Buhu (Tú)                                       | Muhuayip                                        | Muhuayipetá                                     | Muhuayip daká                                   | Kahuayip                                        |
| Yabia (Aquél)                                   | Huayip                                          | Huayipetá                                       | Huayip daká                                     |                                                 |
| Pennayú (Nosotros)                              | [Nu]huadeg                                      | [Nu]huadegetá                                   | [Nu]huadeg daká                                 |                                                 |
| Buhumayeg (Ustedes)                             | Muhuadeg                                        | Muhuadegetá                                     | Muhuadeg daká                                   | Kahuadeg                                        |
| Yabía (Aquellos)                                | Huadeg                                          | Huadegetá                                       | Huadeg daká                                     |                                                 |

Cuando el verbo termina en una consonante, en el pretérito se inserta una "e" entre la raíz del verbo y la partícula "ta" para suavizar la pronunciación; esta inserción es una característica muy frecuente en esta lengua. En ciertos casos, se utilizan partículas específicas para distinguir al sujeto que realiza la acción del sujeto que la recibe; para el primer caso (el que realiza la acción), se añade la partícula "la" o, en ocasiones, "mo"; para el segundo (el que recibe la acción), se emplea la partícula "jua". Por ejemplo, se diría "Pedro-la" para el que realiza la acción y "Francisco jua" para el que la recibe.
| Nogoosojúa (Querer o Amar) | Nogoosojúa (Querer o Amar) | Nogoosojúa (Querer o Amar) | Nogoosojúa (Querer o Amar) | Nogoosojúa (Querer o Amar) |
| Pronombre                  | Presente                   | Pretérito                  | Futuro                     | Imperativo                 |
| -------------------------- | -------------------------- | -------------------------- | -------------------------- | -------------------------- |
| Daha (Yo)                  | Noogosó                    | Noogosotá                  | Noogoso daká               |                            |
| Buhu (Tú)                  | Nomogooso                  | Nomogoosotá                | Nomogooso daká             | Nogogkooso                 |
| Yabia (Aquél)              | Nogoosó                    | Nogoosotá                  | Nogooso daká               |                            |
| Pennayú (Nosotros)         | Nogodoñó                   | Nogodoñotá                 | Nogodoño daká              |                            |
| Buhumayeg (Ustedes)        | Nomogodoñó                 | Nomogodoñotá               | Nomogodoño daká            | Nogogkodsñom               |
| Yabía (Aquellos)           | Nogodoñó                   | Nogodoñotá                 | Nogodoño daká              |                            |

En cuanto a la conjugación del verbo "querer" o "amar" en este idioma, se presenta en los modos activo y pasivo, tomando en cuenta la letra inicial de los pronombres. Cuando el objeto del amor es plural, se utiliza la forma plural del verbo. Así, por ejemplo, "yo amo" se traduce como "noogodoño" y "tú amas" como "nomogodoño". En el caso de las formas pasivas, se emplean las siguientes construcciones:
- Yo te amo: Boogosó
- Tú me amas: Damagoosó
- Aquél te ama: Bogoosó
- Me ama: Dogoosó
- Aquéllos nos aman: Bogodoñó
- Aquél nos ama: Bogodoñó
- Aquél o aquéllos aman a otros: Modoñó

Estas formas reflejan las variaciones del verbo "amar" en función de los pronombres y el número de personas implicadas, tanto en construcciones activas como pasivas.

### Negación
Un ejemplo adicional del tipo de análisis que permite el estudio es la forma en que se registra una partícula o adverbio de negación, que siempre aparece como un sufijo pospuesto al verbo que modifica, como en los siguientes ejemplos:
- Decuiñi (No oye)
- Aguinañi (No vive)
- Tahipeñi (No bueno)

Es evidente que el sufijo que indica negación es "-ñi". Sin lugar a dudas, se pueden realizar otras comparaciones y análisis que proporcionarán una mayor comprensión sobre ciertos aspectos de la estructura del idioma cochimí.

### Ejemplar del dialecto Cadegomeño
| Cochimí | ¿Temmia ayimbio | Dios              | temma     | uyipilta      | kuan!      |
| ------- | --------------- | ----------------- | --------- | ------------- | ---------- |
| Español | ¿Por qué        | Dios              | al hombre | creado ha     | ...?       |
| Cochimí | Dios-la         | temma             | uyipil    | nagaallatajua | amet       |
| Español | Dios            | al hombre         | creado ha | porque        | tierra     |
| Cochimí | e               | no ghinna udaahi. | Dios-mo   | uyipunjuz     | kœnogooso  |
| Español | sobre           | vivir             | Dios      | corazón       | mucho amar |
| Cochimí | iba             | hi                | kœe       | huïmaha       | iba.       |
| Español | muy             | y                 | mucho     | venerar       | muy.       |

En el primer ejemplo, se observa que la preposición "e," que significa "sobre," así como el adverbio "iba," que se traduce como "muy," y la conjunción "hi," que significa "y," se colocan al final de sus respectivas frases. Esto refleja una estructura gramatical en la que dichos elementos se posponen en lugar de colocarse al principio de la oración.

### Ejemplar del dialecto Borjeño
| Cochimí | ¿Dios-il    | tama         | uchenac | iduviduvec   | ucham     |
| ------- | ----------- | ------------ | ------- | ------------ | --------- |
| Español | Dios        | al hombre    | creando | porque       | creado ha |
| Cochimí | Tamal       | amateguang   | Dios    | uduipuicchec | guil      |
| Español | El hombre   | tierra sobre | Dios    | amar         | sus       |
| Cochimí | uihihumumac | ambeing      | uhe     | duec         | uchuang   |
| Español | observando  | cielo        | va      | por eso      | creado ha |

En el segundo, se puede observar que en la estructura del texto se utilizan dos gerundios que terminan en "-ac," como en "ucham" y "uchuang." Además, la palabra "amateguang" muestra que la preposición "sobre" está pospuesta respecto a su régimen, lo que refleja un patrón gramatical particular.

### Ejemplar del dialecto Laymón
| Cochimí | Diosjua     | ibi         | ñi;           | ïamma       | amayben  |
| ------- | ----------- | ----------- | ------------- | ----------- | -------- |
| Español | Dios        | muere       | no;           | el hombre   | año      |
| Cochimí | metaii      | aguinañi.   | Kotajua       | gehua,      | ussi     |
| Español | muchos      | vive no.    | La piedra     | (es) dura,  | el fuego |
| Cochimí | mancu.      | Ibungajua   | ganehmajen    | kaluhu.     | Annet    |
| Español | caliente.   | El sol      | (que) la luna | más grande. | Ayer     |
| Cochimí | andemajuong | galamata.   |               |             |          |
| Español | noche       | ha llovido. |               |             |          |

En el tercero en cuestión. El adverbio "-ñi", que se traduce como "no", generalmente se usa al final de las oraciones. En la proposición "la piedra es dura", se observa que el verbo copulativo, que en español se traduce como "es", se omite. 

### Comparativos y Superlativos
Esta lengua no dispone de un sistema de comparativos; sin embargo, cuenta con un mecanismo para expresar el superlativo. Los superlativos se forman añadiendo la palabra "manibaha" al adjetivo en su forma positiva. Por ejemplo, para indicar que algo es bueno, se utiliza la expresión "ami" o "hui ami". Para expresar que algo es muy bueno, se utiliza "hui ami ibaha". Para intensificar aún más el grado de la calidad, se puede anteponer la sílaba "kal" al adjetivo positivo, resultando en "kal ami ibaha" o "kal hui ami ibaha". Finalmente, para expresar un grado aún mayor de intensidad que el superlativo, se emplea la construcción "kal hui ami ibahal kaln dugua guinyi".

## Textos en cochimí laymón
Existen pocos textos en lengua cochimí, la mayoría de los cuales fueron redactados y recopilados por los misioneros en la península de Baja California durante el siglo XVIII. En consecuencia, la mayor parte de los documentos disponibles son de carácter religioso, predominantemente textos y oraciones católicas. No obstante, también se encuentran algunas oraciones aisladas de carácter más cotidiano.

### Padre Nuestro
Dialecto de las misiones de San Ignacio (Ignacieño)
Va-bappà amma-bang miamù,
Ma-mang-à-juà huit maja tegem:
Amat-ma-thadabajuà ucuem:
Kem-mu-juà amma-bang vahi-mang amat-à-nang la-uahim.
Teguap ibang gual gùieng-à-vit-à-juà iban-à-nang packagit:
Muht-pagijuà abadakegem, machi uayecg-juà packabaya-guem:
Kazet-à-juangamue-gnit-pacum:
Guang mayi-acg packabanajam.
Amén.

Dialecto de las misiones de San Francisco Javier y San José de Comandú (Cadegomeño)
Pennayù nakœnambà, yaà ambayujùp miya mò, buhù mombójuà tammalà gkomendà hi nogodognò demuejueg gkajim:
Pennayulà bogodognò gkajim, guihi ambayujup mabà yaà kœammetè decuinyi mo puegign:
Yaàm buhula mùjua ambayujupmò de dahijua, amet è nò guilugui, ji pagkajim.
Tamadà yaà ibò tejueg guiluguigui pamijich è mò, ibò yanno puegin:
Guihi tammà yaà gambuejula kœpujui ambinyijuà pennayula dedaudugùjua, guilugui pagkajim:
Guihi yaà tagamueglà hui ambinyyjùa hi doomà puguegjuà, hi doomò pogounyim;
Tamuegjua, guihì ufi mahel kœammet è dicuin yumó, quihi yaà hui mabinyi yaà gambuegjuà pagkaudugum.
Amén.

Dialecto de las misiones de San Francisco de Borja, Santa Gertrudis y Santa María (Borjeño)
Cahaì apà, ambeing mià, mimbang-a-juà val vuitmahà: amèt
Mididuvaijuà cucuem: jemmujuà, amabang vihi mièng, ame tenàng luvihim.
The-vàp yicuè timiei: diguà, ì bang-anàng gna cahittevichip nuhiguà avinvehàm,
Vi chip iyeguà gnacaviuvèm: cassetasuàng mamenit-gnakùm,
Guang tevisiée gna cavignahà.
Amén.

### Ave María
Versión 1
Santa María gouyibaham, Diosla kaembogoosso
Ibaha muzuihi. Diosla bemtguo deayi. Uahiñijua
Guidemug juae hi buhuhmu mo koemimbi mami ibaha,
Guigi Muissa Jesusjua Kaeaomi ibaha luhu. Santa
María Dios chi, Dios hmu pennayu nui ambinyinjua
Pagaudugu gaim, annahuahmu, guihi nuihia dehuae udaahi.
Amén.

Versión 2
Santa María gkouyibajam Diosla kaembogooso
Ibaha muguihi: Dios bomoguol deegyi. Huaegiñaejua 
Guidemuej ueg hi buhu mo mo kaemimbi mami ibaha; 
Guihi Muissa Jesusjua keami ibaha Iuju. Santa
María Dios chi Dios mo pennayu nuhui ombinyijua
Pagkaudugu gkaim anajuamo guihi nuhjuig ya dehueg udaahi.
Amén.

### Credo (Dialecto Ignacieño)
Versión 1
Noogosso D’ya Ijuo thaeyijua hi yohua demuaejuae, ya
ambayujubhmo guihi amet e kmu, guihi thaeyi ya gam
buaejua uededeppil demuae juaeta. Noogosso Jesu Xptojuo,
ya Dios ya I guiguissa tejuae duñip omui, uaguapapajua
ya Dios Espíritu Santola yagauahip udaahi, Santa María
Virgen Kalnepen e mo temmuita udaahi, ungata. Temmuita
udaahi Poncio Pilatohmu Uagua juihi Santa Cruzmo
guil guauaba guita, guihi Santa Cruzmo ibita uppaepluhuta
(vel Ametyo) uagambita, amet ya tamma ui ambi
ussa, hi Jesu Xpto magadado juitaighio eguaeta, ibogombio uayib
e taguima. Ambayujubmo gaguit i ha (vel gahuit e ta) gui
hi ghio aya, Dios ya Ijuo, moguo, guihi ghio equaedaka.
Amelehno uaha udaahi, tamma ya uihialajua guila
uadae denuaejuae hidaka, ui udaahi tamma ghinnahmu, guihi
ya uihiatajua ghib i ahi, ya ui ambinyijua, guihi ya
ui ambijua ghibi daka. Yahmu uiba udaahi, tamma ya ui
inbinyijua ussimuaekael kaammet e decuinyimo itaehi,
guihi ammaya ui ambijua guihmu ambayujubmo uha
hidaka. Espíritu Santojuo noogoso. Tamma Leyo dahajua
noogosso: ya ui ambi ya tamma leyol hijua tammaleyola
kluul de muaejuaejua noogoso. Pennayu nui ambinyijua pedaadugujua
noogosso. Nembadh uadaetakajua noogosso.
Uakae udaahi goguo uihianyidakajua noogosso.
Amén.

Versión 2
Noogosso Dios yaa Ijuo tegyijua jiyijua demuejueg, yaa Ambayu
jupme guihi amei e mo, guihi ttegyi aja gambuegjua guilla huede-
depil demueg juegta. Noogoso Jesu Christo Juo, Dios yaa Ijuo gui
huisa tejueg duuñig omuig Guagua papajua. Yaa Dios Espíritu Santola
yagahuajip udaahi, Santa Maria Vírgen kalepen e mo tamma
huita udaahi unghara. Taemma huita udaahi Poncio Pilato mou
Guagua hui hi Santa Cruz mo guil la gkahuaba guita, guihi Santa
Cruz mo ibita: upep lujuta, amet e yo huagambita, amet yaa tamma
hui ambi usa hi Jesu Christo mogododojuitajuo ghio (pronunciación italiana) egheg e ta.
Ibo gkambio huayip e ta: guimma Ambayujup
mo gkahuick eta; guihi ghio aya Dios yaa Ijuo mogua; guihi
ght epueg daka. Amet e no huahua udaahi taemma yaa huig yatajua
guilla huadeg demuegjuegji daka. Hui udaahi taemma yaa ghinnamo,
yihi yaa huigyatajua ghich o hi, yaa hui ambinyijua, guihi yaa
hui ambijua ghich luju demuejueg daka: yammo huita udaahi taema
yaa huiambinyijua ussi makel kae amet e decuinyimo iteg hi yaa
hui ambijua Ambayujup mo usu hi daka. Espíritu Santo juo noogoso.
Taemma leyo dahajua noogoso. Yaa hui ambi yaa taemma leyo
li hijua taemma leyo la kaeluut demuejuegjua noogoso. Pennayu
nuhuiam binyijua pedaudugujua noogoso. Nambatd huadeg dakajua
noogosso: huadeg udaahi goguo huigyanyi dakajua noogosso:
Amén.

### Breve disertación
| Texto en cochimí laymón | Traducción al español |
| --- | --- |
| Temia ayimbio Dios lataemma uyipiltahuan? Dios lataemma uyipil nagaal lataja ametêmo guinna udaahi Dios muyipunjo kaenogooso ibahi kaehuimaha iba hi, yia Dios la gaji guijua jil deegyi hi yaa bushuit hi uddemi uyipunjo, ibi udaahi ambayu jupmo eghegji ayimbia, hi ghio Dios mo ghich ami udaahi kaeuyibaha ibal kandugua gunyi: guihi kaenyibaha iba bujuen kae ammet e decuinyiomui. Hiet aguimuguihi Dios la puede de pil nagaalsata: amet e no nuhuaja udaahi nuhuiambi uddemmi, ambayujup mo Dios la uju pujuy dehuehui, guihighio nuusa hi Dios guaguapamo at uddaahi kae uyibaja ibal kaenduguaguinyi yijual deegyi omui. Huidehuena Dios hino kaehui ami iba hi kaemenaba hui ibal kanduguagunhi muguihi, yaa ambayujupmo ayahi Dios mo guichjua, kaeuyibaja iba yijual deegyi omui; guihi ghio uyiajalcu najuaduunip omui. Guihi Dios guaguapapa kaekka iba hi kaehui ami iba hi kaemenaba hui iba guichahi gomnon kaeuijibaja yijualo depyi omni ama uddaahi, uyi punjuo Dios mo kaenogooso ibal degyi yijual deepyi omui: guihi ghio yaa uhui ambinyi juanogooson najua duuñip, yaa bujuet kaenogoosonyi iba yijual daeyi omui; yao hui ambijua guihi yaa Dios la mogoojojua guimna kaenogoodoño iba yi jual deeyi omui. Yaa ambayujupmo usa hi kaeuyidaja iba ita bujuet chinanyi luju: huidehuena Xpto guaguapapa bat kae ami ibajua: guihi Guichi Santa María guaguapapa jua: guihi ángeles hi santos gambuegjua icti ami uddeahi kaeuyibaja iba nagool—la luyu chuie dehuena ángeles hi taemmia ambajujup usajua guidemujuehui kae ambi iba hi kaemenbahui iba muguihi hikdo nogodoñondo ami iba nuguihi, yau bujuet ich a hi gomenda ami uddaahi kae uyi buja nagaalila iba luju. Guimybut (yaa ba adetemba duujua kacomenda kambim) ángeles y hi santos hi taemma gambueg yaa ambayupano usajua kae ambi iba hi kaemenabahui iba domuejueg duuñip doomo. Dios guaguapapa gui yibijojuo hui ambi ibanyi hi menaba hui kaenyi omui. Tegyi yan Dios la huedeoepita jua guida muejugghi kae ambi iba domo hui huina do o mo Dios guiyibijo juo kae ttenyi duuñip omui: hui dehuana Dios mou guimma ped kaehui ami iba hi kae menabahui iba, kaeldugua gumyil degyi duuñip amui mupuihi. | ¿Para qué creó Dios al hombre? Dios creó al hombre para que mientras viva en este mundo le ame de corazón, le reverencie, guarde sus santos mandamientos, y haciéndolo así, para llevarle, cuando muera al cielo, en donde viendo claramente a Dios, esté alegrándose siempre con una alegría indecible, la cual alegría nunca jamás se acabará. Así es, para este fin nos ha creado. Dios, para que siendo buenos en esta vida, vayamos después a gozarle en el cielo, en donde estando nosotros y viendo a Dios nuestro señor, es necesario que nos alegremos indeciblemente. La razón es, porque siendo Dios como es, infinitamente bueno, y hermoso infinitamente, el que está viendo a Dios en el cielo no puede dejar de alegrarse muchísimo, allí no puede haber tristeza ninguna. Demás de esto viendo allí y conociendo bien a Dios infinitamente grande, bueno y hermoso, es necesario amarle siempre: con todo el corazón y amándole con todo el corazón, se alegran siempre, y alegrándose le aman sin cesar. Allí no pueden quedar las cosas malas, antes bien necesariamente aborrecen estas cosas de corazón. Las cosas buenas y todo lo que Dios ama, eso es lo que todos allí aman. Demás de este gozo, que acabo de decir, que tienen los bienaventurados, se alegran también mucho viendo la sagrada humildad de Nuestro Señor Jesucristo, viendo a su madre santísima, Santa María Nuestra Señora, viendo a los ángeles, a los santos y a todos los que están en el cielo, viéndolos a todos claramente se alegran también mucho con esta vista, porque: la humanidad sagrada de nuestro señor Jesucristo, su madre santísima y los ángeles, y todos los buenos que están en el cielo, todos y cada uno de ellos están muy buenos y hermosos, y se aman mucho todos mutuamente. Viendo y conociendo bien todo esto, se alegran con esto muchísimo y esta alegría nunca se ha de acabar. Con todo eso (entended bien lo que os voy a decir) aunque los ángeles, los santos y todos los demás que están en el cielo, son verdaderamente muy buenos y muy hermosos, más éstos, respecto de Dios, o comparados con Dios, son buenos y hermosos, no mucho. Todas las cosas que Dios ha creado, aunque sean verdaderamente muy buenas, pero si se comparan con Dios Nuestro Señor, todas son poca cosa. La razón es: porque solamente Dios es grandísimo infinitamente, bonísimo infinitamente y hermosísimo infinitamente, etcétera. |